# Hans Genehr

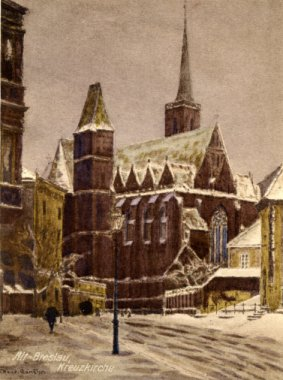
Hans Genehr:
„Kreuzkirche zu Alt-Breslau“

Hans Genehr (* 1874 in Breslau, Provinz Schlesien; † 1924 ebenda) war ein deutscher Landschaftsmaler und Grafiker.

## Leben
Er schuf in Öl, Aquarelltechnik und Gouache Darstellungen der Flach- und Gebirgslandschaften in der Umgebung seiner Heimatstadt und im Riesengebirge. Anfänglich sehr melancholisch geprägt, gewann sein Werk erst um 1910 deutlich an Farbigkeit. Viele seiner Stadtansichten fanden später als Motive für Postkarten Verwendung. Seine Bilder stehen unter deutlichem Einfluss seines Lehrers Carl Ernst Morgenstern, dem Vater von Christian Morgenstern.
Genehr besuchte von 1884 bis 1892 das Maria-Magdalenen-Gymnasium zu Breslau und studierte im Anschluss an der Königlichen Kunst- und Kunstgewerbeschule bei Carl Ernst Morgenstern Malerei.
Wohl ab 1900 stellte er seine Werke in seiner Heimatstadt aus. 1913 wurden seine Bilder in der Ausstellung von Werken Schlesischer Künstler in Breslau gezeigt.
Genehr war Mitglied des Vorstandes der „Allgemeinen Deutschen Kunstgenossenschaft“.